# Cyphonisia maculipes
Cyphonisia maculipes är en spindelart som beskrevs av Embrik Strand 1906. Cyphonisia maculipes ingår i släktet Cyphonisia och familjen Barychelidae.
Artens utbredningsområde är Kamerun. Inga underarter finns listade i Catalogue of Life.